# San Francisco (Leyte du Sud)
Pour les articles homonymes, voir San Francisco (homonymie).
San Francisco est une municipalité des Philippines située dans la province de Leyte du Sud, dans l'ouest de l'île de Panaon, sur la baie de Sogod (en).

## Subdivisions
San Francisco est divisée en 22 barangays :
- Anislagon
- Bongbong
- Central
- Dakit
- Habay
- Marayag
- Napantao
- Pinamudlan
- Santa Paz Norte
- Santa Paz Sur
- Sudmon
- Tinaan
- Tuno
- Ubos
- Bongawisan
- Causi
- Gabi
- Cahayag
- Malico
- Pasanon
- Punta
- Santa Cruz